# Сантяго Уондърърс
Клуб де Депортес „Сантяго Уондърърс“ (на испански: Club de Deportes Santiago Wanderers) е футболен клуб от Валпараисо в едноименния регион Валпараисо, Чили.
Създаден е на 15 август 1892 г. Въпреки че често е определян като най-старият отбор в страната, той всъщност е най-старият професионален и най-старият все още съществуващ тим, защото преди него са създадени отбори като Валпараисо и Маккай и Съдърланд. Играе в чилийската Примера Дивисион. Трикратен шампион и двукратен носител на купата.

## История

### Основаване и аматьорски години
Отборът е основан през 1892 г. от тридесетина местни футболни ентусиасти, предвождани от Гилберто Идалго, Франсиско Авария и Херман Санчес. В чест на английските емигранти и търговци, представили футбола за първи път в страната във Валпараисо, те се спират на името Уондърърс (от английски – пътешественик, странник), а за да се изрази ясно националната принадлежност е добавено името на столицата Сантяго, защото в града вече съществува отбор, носещ названието Валпараисо Уондърърс. Той е създаден от английски емигранти, а Идалго и съратниците му – всичките чилийци – държат на чилийската идентичност на отбора – той не само не трябва да се бърка с „отбора на гринготата“, но в първите години на създаването си един от малкото отбори с предимно чилийски футболисти, а за разлика от другите тимове всичките официални публикации на Сантяго Уондърърс са не на английски, а на испански език. Трябва обаче да се отбележи, че няма официални документи, които да доказват датата на основаване, което дава основание на някои историци да твърдят, че Сантяго Уондърърс всъщност е създаден три или четири години по-късно, но от друга страна е възможно тези документи да са били унищожени при земетресението през 1906 г., което разрушава офиса на отбора.
В първите десетилетия след създаването си Сантяго Уондърърс участва с успех в различни аматьорски първенства и турнири, печелейки титлата в Националната Футболна Асоциация (1897, 1900), Чалъндж Къп (1899), Лига де Валпараисо (1907, 1909, 1913, 1915, 1917, 1919, 1921, 1933, 1934, 1935) и Копа Спортинг (1907, 1913, 1915). През този период най-голямо е съперничеството на Уондърърс с несъществуващите вече Ла Крус, Валпараисо и ФК Бадминтон, а през 1916 г. е изиграно първото пристанищно дерби срещу Евъртън. През 1937 г. Сантяго Уондърърс добива професионален статут и за първи път участва в професионалното първенство на Чили, организирано от Асосиасион де Футбол Професионал (АДП), но с плачевен резултат – загуби във всичките 12 мача, и следващия сезон се връща в Лига де Валпараисо.

### Първи професионални успехи
През 1940 г. Сантяго Уондърърс, заедно с други отбори от Валпараисо и Виня дел Мар, съосновава Асосиасион Портеня де Футбол Професионал (АПФП), която започва да провежда паралелно професионално първенство, в което участва дори аржентинският Велес Сарсфийлд. Уондърърс печели титлата през 1941 и 1942 г. – първите му триумфи като отбор с професонален статут. През 1941 г. се изиграва приятелски мач между шампионите на двете професионални първенства, в който Сантяго Уондърърс побеждава Коло Коло с 4:3. По същото време – от средата на 1940 до края на 1941 г., вторият отбор на Уондърърс прави турне в северно Чили, Еквадор, Колумбия, Панама, Перу и Боливия, като от изиграните 86 срещи печели 70, а в шест завършва наравно. През 1944 г. тимът се завръща в Примера Дивисион, като този път представянето е по-добро, завършвайки на девето място от 12 отбора, а през следващите два сезона – на пето и четвърто. През 1949 г. са постигнати първите големи успехи като член на АДП – две втори места в първенството и в Кампеонато де Апертура. В първата половина на 50-те години Уондърърс записва посредствени резултати с класирания предимно в дъното на таблицата. През 1956 г. отборът отново завършва на второ място в шампионата, а две години по-късно триумфира с титлата, след като завършва сезона с точка повече от Коло Коло. Години по-късно Чилийският футболен съюз признава тази титла като първата за тима в професионалния футбол, защото счита, че първенството на АПФП, макар и официално признато от съюза като паралелен шампионат, е различно от това на АДП, което е организирано за първи път през 1933 г. и в днешни дни продължава да бъде най-високото ниво на футбола в страната. През 1959 г. е спечелено второто издание на турнира за Купата на Чили. Доброто представяне продължава и през следващите две години, когато Уондърърс завършва на второ място в първенството и турнира за купата, а през 1961 г. отново печели купата. Следващият голям успех идва през 1968 г., когато отборът печели втората си шампионска титла. При първото си участие за Копа Либертадорес година по-късно тимът играе четвъртфинал, а Алберто Фереро става голмайстор на турнира с осем гола.

### Трудни години
В следващите години Уондърърс се намира в управленческа криза, която се отразява и на представянето на шампионата с класирания предимно в дъното на класирането, като единственият светъл лъч е достигането на финал за Купата на Чили през 1974 г. След като през 1970 г. отборът е на крачка от изпадане, завършвайки на две точки от последното място, през 1977 г. за първи път в историята си изпада във втора дивизия. Престоят там обаче е кратък и още следващия сезон тимът завършва на първо място и печели промоция. През 1980 г. Уондърърс отново изпада, а година по-късно записва най-слабото си класиране в професионалния футбол – 16-о място във втора дивизия. Въпреки 12-ото място през 1982 г., отборът печели промоция по служебен път, защото футболната федерация решава да увеличи броя на отборите в елита и дава допълнителните места на отборите с най-добре посетени домакински срещи. През 1983 г. Уондърърс отново е спасен по административен път – въпреки че завършва сред изпадащите, тимът остава в първа дивизия, защото според промяна в правилата в разгара на сезона достигналите полуфинал за купата на страната (Уондърърс е един от тези четири отбора) не могат да изпаднат. Това обаче става факт година по-късно, а в Примера дивисион отборът се връща чак след като печели промоция през 1989 г. Той обача отново не може да се задържи в елита за дълго и след като веднъж успява да се спаси от изпадане, през 1991 г. завършва на последното място в класирането. Следващия сезон, в годината на стогодишния юбилей, дори съществува опасност да изпадне в Терсера Дивисион, но в крайна сметка под управлението на новия президент Рейналдо Санчес успява да се стабилизира както в спортно-технически, така и във финансов план. През 1995 г. Уондърърс печели титлата във втора дивизия и промоция. Следващата година за първи път в историята играч на клуба става голмайстор на Примера Дивисион – Марио Венер с 30 гола. Представянето на отбора обаче продължава да бъде посредствено и през 1998 г. отново изпада, но веднага завършва на второ място и се връща в първа дивизия.

### Завръщане към старата слава
През 2001 г. Уондърърс излиза начело във временното класиране за първи път от 1976 г., а в края на сезона печели третата си официално призната професионална шампионска титла. В турнира за Копа Либертадорес през следващата година тимът отпада в груповата фаза, след като една точка не достига да измести съименниците от Монтевидео Уондърърс от второто място, но дебютът за Копа Судамерикана е по-успешен, след достигнатия четвъртфинал. В средата на десетилетието Сантяго Уондърърс отново изпитва финансови затруднения, като в турнира Апертура през 2007 г. дори му са отнети три точки заради забавени заплати на играчите. В края на годината отборът изпада във втора дивизия, но след второто място през 2009 г. се завръща в първа. В турнира Апертура през сезон 2014/2015 отборът записва 14 победи, едно равенство и две загуби, но остава на второ място след Универсидад де Чиле, който има една точка повече.

## Футболисти

### Настоящ състав
| №             | Нац.    | Играч                    | Роден             | Последен отбор          |
| Вратари       | Вратари | Вратари                  | Вратари           | Вратари                 |
| ------------- | ------- | ------------------------ | ----------------- | ----------------------- |
| 1             |         | Диего Фигероа            | 21 февруари 1990  | Депортес Валдивия       |
| 12            |         | Маурисио Виана           | 14 юни 1989       | Унион Килпуе            |
| 25            |         | Габриел Кастейон         | 8 септември 1993  | Депортес Колчагуа       |
|               |         | Хосе Лафренц             | 19 октомври 1992  | Депортес Консепсион     |
| Защитници     |         |                          |                   |                         |
| 2             |         | Марио Лопес Кинтана      | 6 юли 1995        | юноша на отбора         |
| 4             |         | Маурисио Прието          | 26 септември 1987 | Кубан Краснодар         |
| 14            |         | Франц Шулц               | 20 юли 1991       | юноша на отбора         |
| 16            |         | Оскар Опасо              | 18 октомври 1990  | юноша на отбора         |
| 19            |         | Есекиел Луна             | 19 ноември 1986   | ЛДУ Кито                |
| 26            |         | Агустин Пара             | 10 юни 1989       | юноша на отбора         |
| 29            |         | Хуан Сото                | 2 юли 1994        | юноша на отбора         |
| 31            |         | Рейналдо Аумада          | 30 май 1997       | юноша на отбора         |
| Полузащитници |         |                          |                   |                         |
| 3             |         | Кевин Валенсуела         | 30 юли 1993       | юноша на отбора         |
| 8             |         | Хорхе Орменьо            | 14 юни 1977       | Универсидад Католика    |
| 10            |         | Хорхе Луна               | 14 декември 1986  | Естудиантес де Ла Плата |
| 18            |         | Гонсало Кандия           |                   | юноша на отбора         |
| 20            |         | Хими Систерна            | 5 април 1993      | юноша на отбора         |
| 21            |         | Марко Медел              | 30 юни 1989       | Коло Коло               |
| 27            |         | Кевин Флорес             | 1 януари 1995     | юноша на отбора         |
|               |         | Андрес Роблес            | 7 май 1994        | Атлетико Мадрид Б       |
| Нападатели    |         |                          |                   |                         |
| 9             |         | Рони Фернандес           | 30 януари 1991    | Депортес Консепсион     |
| 11            |         | Роберто Салдидас         | 25 февруари 1993  | юноша на отбора         |
| 22            |         | Карлос Гонсалес Еспинола | 4 февруари 1993   | Магаянес                |
| 23            |         | Гастон Сейерино          | 26 юни 1986       | Ливорно                 |

### Известни бивши футболисти
- Алберто Фереро
- Висенте Кантаторе
- Габриел Мендоса
- Давид Писаро
- Едуардо Лобос
- Елиас Фигероа
- Клаудио Борхи
- Клаудио Нунес
- Пабло Каландрия
- Педро Монсон
- Рейналдо Навия
- Родриго Перес
- Франсиско Валдес
- Хайме Риверос
- Хорхе Дубост
- Хорхе Контрерас
- Хуан Алварес
- Хуан Карлос Летелиер
- Хуан Оливарес

## Успехи
- Примера Дивисион:
  - Шампион (3): 1958, 1968, 2001
  - Вицешампион (4): 1949, 1956, 1960, 2014 А
- Примера Б:
  - Шампион (2): 1978, 1995
  - Вицешампион (2): 1999, 2009
- Копа Чиле:
  - Носител (2): 1959, 1961
  - Финалист (2): 1960, 1974
- Кампеонато де Апертура:
  - Финалист (1): 1949
- Копа Апертура де ла Сегунда Дивисион:
  - Финалист (1): 1986
- Асосиасион Портеньо де Футбол Професионал:
  - Шампион (2): 1941, 1942
- Лига де Валпараисо:
  - Шампион (10): 1907, 1909, 1913, 1915, 1917, 1919, 1921, 1933, 1934, 1935

## Рекорди
- Най-голяма победа:
  - в Примера Дивисион: 7:0 срещу Евъртън, 1949 г. и Универсидад Католика, 1954
  - за Купата на Чили: 7:2 срещу Сан Луис де Кийота, 2014 г.
  - в международни турнири: 4:1 срещу Хуан Аурич, 1969 г.
- Най-голяма загуба:
  - в Примера Дивисион: 7:1 срещу Аудакс Италяно, 2007 г.
  - в Сегунда Дивисион: 9:1 срещу Депортес Икике, 1992 г.
  - в международни турнири: 5:1 срещу Депортиво Кали, 1969 г.
- Най-много поредни победи: 11, 2001 – 2002 и 2014 г.
- Най-много официални мачове: Хуан Оливарес и Хорхе Дубост – 286
- Най-много голове в Примера Дивисион: Хуан Алварес – 84